# Gomperzové
Gomperzové byli židovská rodina z Brna, která později dosáhla povýšení do šlechtického stavu.

## Původ

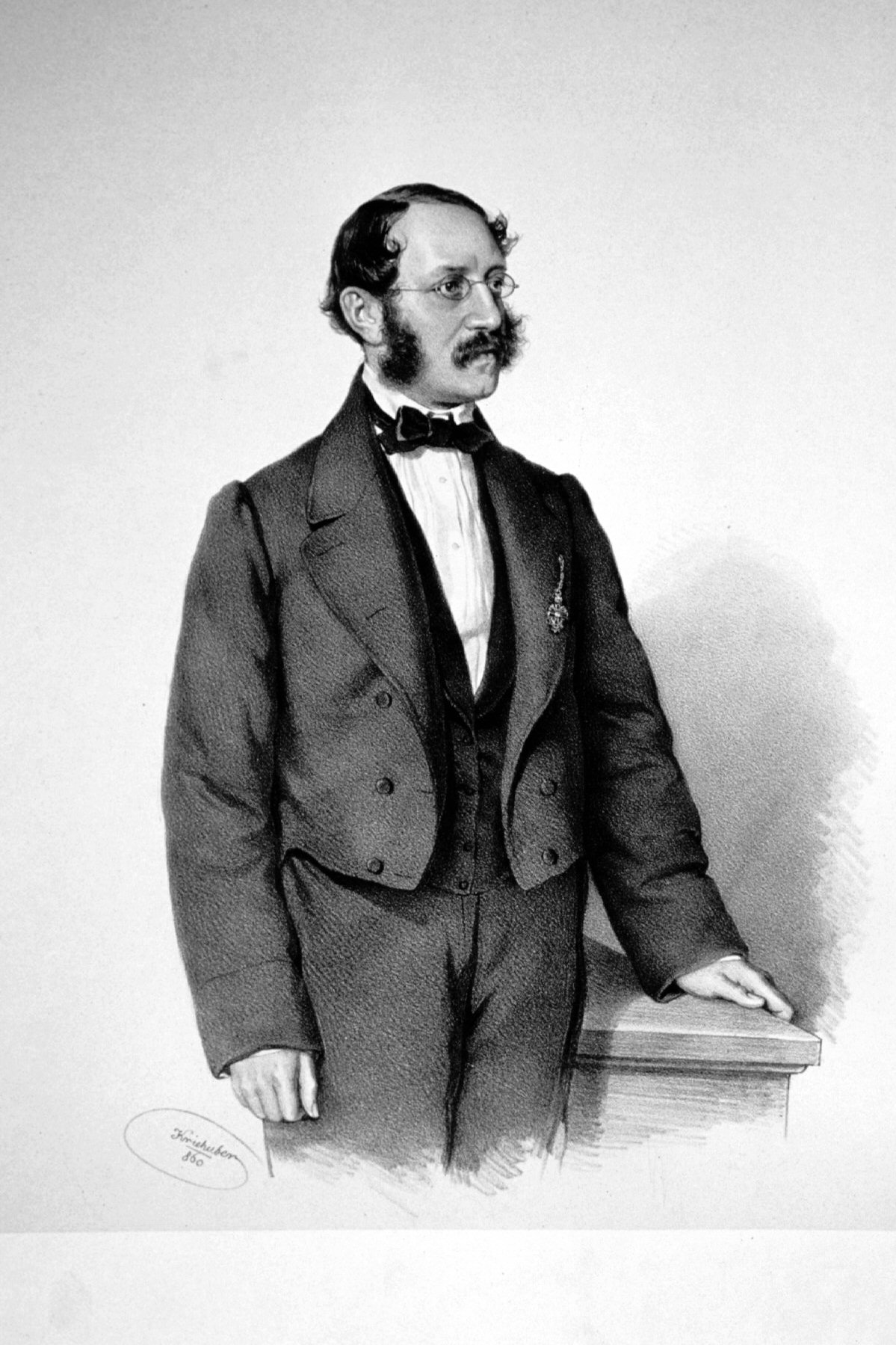
Max von Gomperz na litografii Josefa Kriehubera z roku 1860

Gomperzové původně pocházeli z Porýní v západní oblasti Německa, odkud se Philipp Josua Feibelman Gomperz (1782–1857) přestěhoval do Brna, kde se zabýval obchodem. Časem se stal ředitelem pobočky Rakouské národní banky v Brně a také předsedou brněnské Židovské náboženské společnosti. Jeho dva synové byli povýšeni do rytířského stavu.
Max von Gomperz (1822–1913) byl ředitelem České západní dráhy, viceprezidentem obchodní a průmyslové komory v Brně a bankéřem ve Vídni. Kromě toho také podnikal v cukrovarnictví a textilním průmyslu a zabýval se koloniální politikou. Povýšení do šlechtického stavu získal v roce 1877. Jeho mladší bratr Julius Gomperz (1824–1909) podnikal v textilním průmyslu a byl předsedou brněnské burzy. Rovněž byl aktivní v různých židovských spolcích. Povýšení do šlechtického stavu získal v roce 1879.
Rod získal v druhé polovině 19. století několik statků na Vyškovsku. V roce 1885 získali zámek Oslavany a shromáždili zde velkou sbírku uměleckých předmětů. Na rozdíl od pozdějších správců zámku Gomperzové prováděli nedestruktivní stavební úpravy – výměnu točitého schodiště a pokoje pro služebnictvo a mnohé další opravy a dostavby. V době druhé světové války prostory zámku využívala německá armáda a veškerý cenný inventář (knihy, koberce, obrazy, stříbro atd.) byl v průběhu války odvezen do Rakouska a následně do Německa.
Vlastnili také panství Hlubočany a Habrovany, které držel až do konce druhé světové války. V roce 1939 jejich majetek zabaven nacisty a po válce byl majetek Gomperzů podruhé zabaven československým státem a tím začala jeho postupná devastace. Na zámku v Oslavanech nejprve sídlila armáda, pak zde byla ubytovna pracovního tábora, internát, národní výbor, mateřská školka a různé sklady. Největší ránu zasadilo oslavanskému zámku umístění jednotného zemědělského družstva.
Gomperzové byli příbuzensky spjati s další moravskou židovskou rodinou Auspitzů z Hustopečí.

## Osobnosti rodu

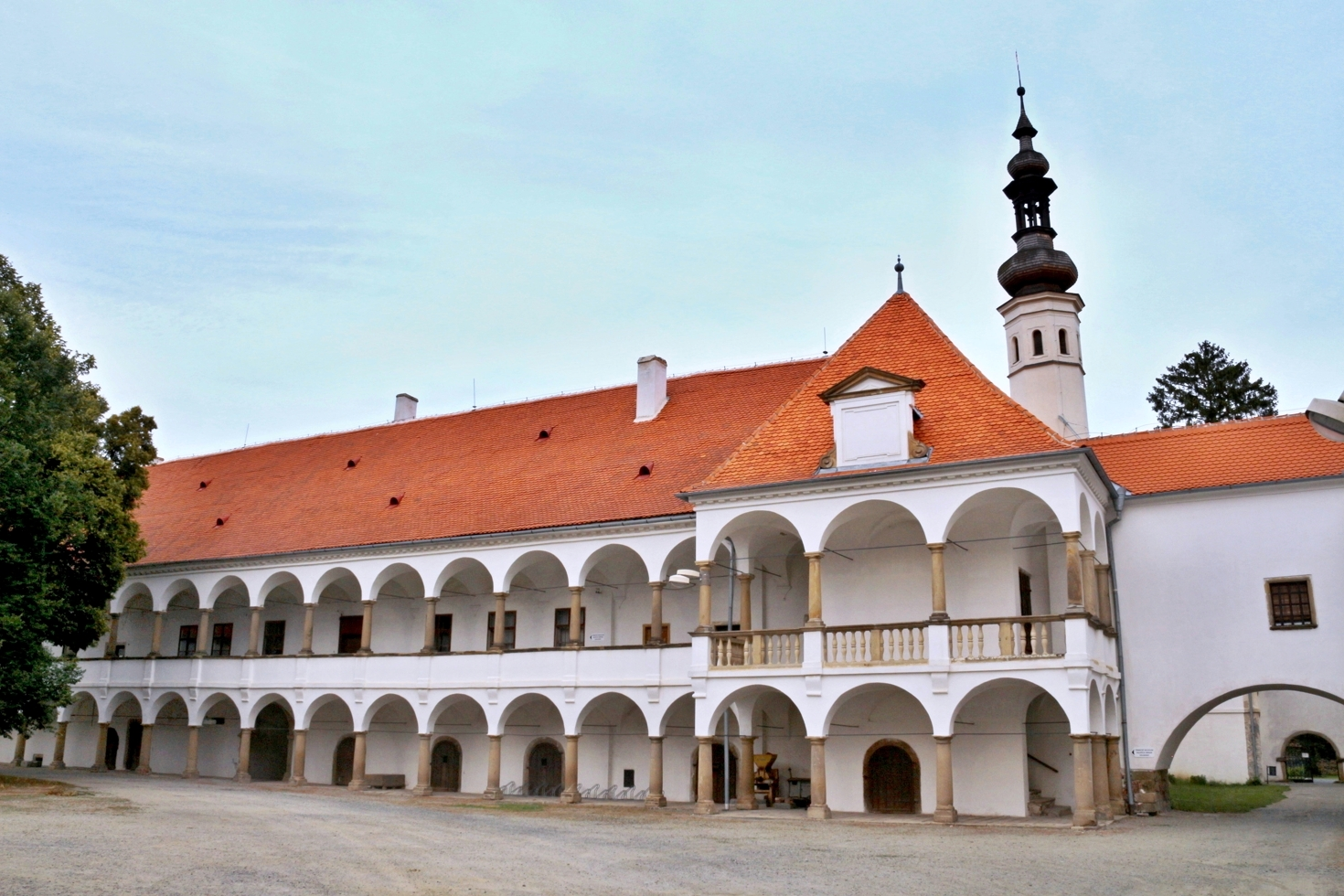
Zámek Oslavany

- Lazarus Gumpel (1770-1843), obchodník
- Anna Katharina Emmericková (1774-1824), mystička a katolická řeholnice, z rodiny Gomperzů
- Benjamin Gompertz (1779-1865), britský matematik
- Philipp Josua Feibelman Gomperz (1782–1857), průmyslník, zakladatel brněnské větve rodu
- Lewis Gompertz (1784-2861), britský vynálezce
- Josephine Gomperzová (1820–1894), provdaná von Wertheimstein, sestra Theodora, saloniérka ve Vídni
- Max von Gomperz (1822–1913), průmyslník a bankéř
- Julius von Gomperz (1824–1909), průmyslník a politik
- Sophie von Todesco (1825, Brno – 1895, Vídeň), saloniérka ve Vídni
- Theodor Gomperz (1832, Brno –1912), filosof a filolog
- Heinrich Gomperz (1843–1894)
- Caroline von Gomperz-Bettelheim (1845-1925), klavíristka a zpěvačka
- Samuel Gompers (1850-1924), odborář v USA
- Heinrich Gomperz (1873-1942), filosof, syn Theodora
- Rudolf Emanuel Karl Gomperz (1878-1842), inženýr, syn Theodora
- Bettina Holzapfel-Gomperzová (1879-1948), sochařka a spisovatelka
- Rudolf Martin Gomperz